# Río Yapacani
Río Yapacani är ett vattendrag i Bolivia.   Det ligger i departementet Santa Cruz, i den centrala delen av landet, 300 km norr om huvudstaden Sucre.
Omgivningen kring Río Yapacani består huvudsakligen av våtmarker. Området är  glesbefolkat, med 9 invånare per kvadratkilometer.